# Ebergőc
Ebergőc ist eine ungarische Gemeinde im Kreis Sopron im Komitat Győr-Moson-Sopron.

## Geografische Lage
Ebergőc liegt 63 Kilometer südwestlich des Komitatssitzes Győr und 20,5 Kilometer südöstlich der Kreisstadt Sopron am rechten Ufer des Flusses Ikva. Nachbargemeinden sind Nagylózs und Röjtökmuzsaj.

## Geschichte
Ebergőc wurde bereits 1343 unter dem Namen Eburgheuch schriftlich erwähnt. Im Jahr 1913 gab es in der damaligen Kleingemeinde 120 Häuser und 525 Einwohner auf einer Fläche von 790  Katastraljochen. Sie gehörte zu dieser Zeit zum Bezirk Kapuvár im Komitat Sopron.

## Sehenswürdigkeiten
- Mariensäule (Mária-szobor) aus dem Jahr 1815
- Naturlehrpfad (Tanösvény)
- Pietà aus dem Jahr 1728
- Römisch-katholische Kirche Szent Imre, erbaut im 18. Jahrhundert
- Schutzengel-Statue aus dem Jahr 1899, südwestlich außerhalb des Ortes
- Szent-Imre-Statue

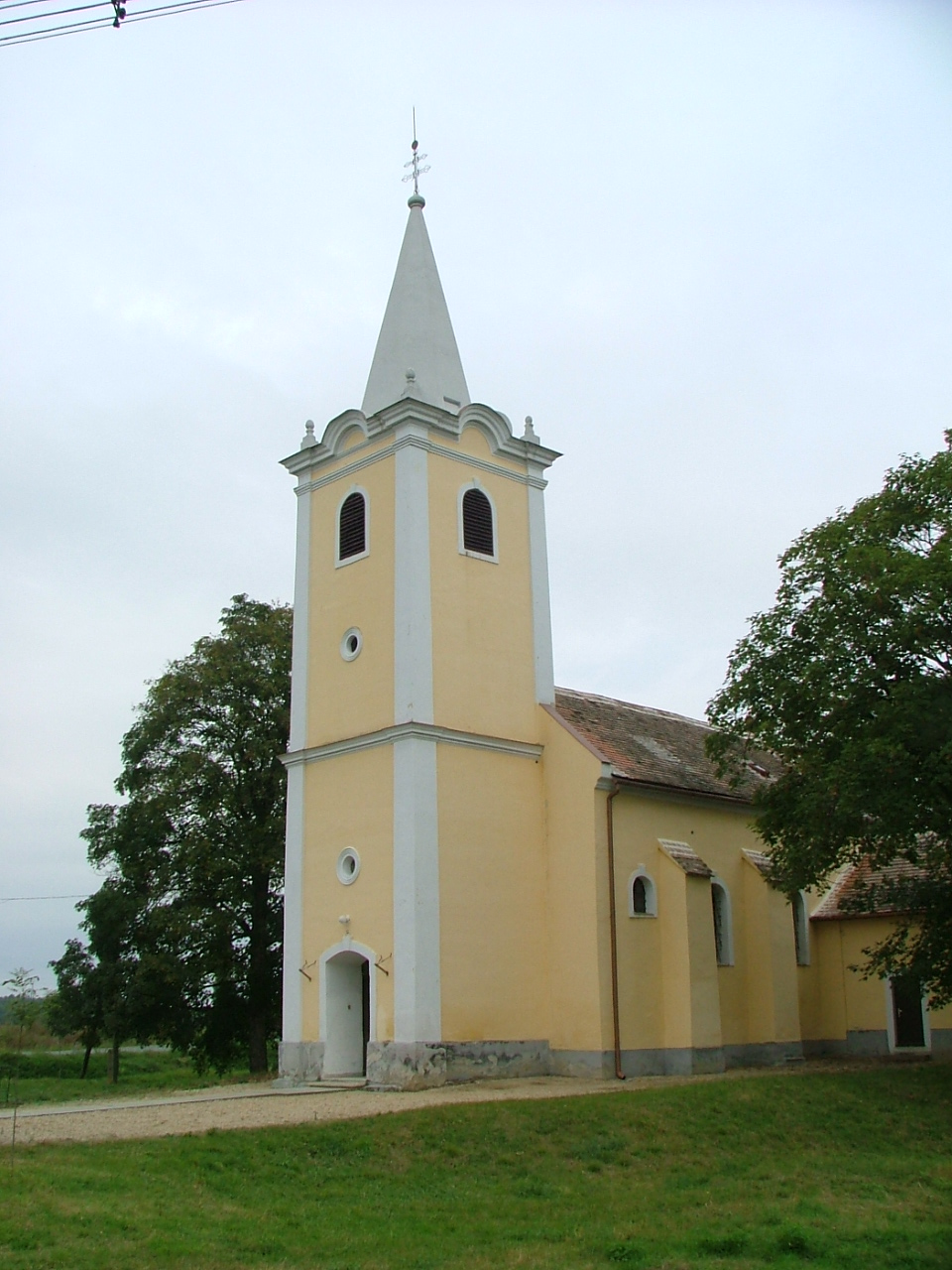
Römisch-katholische Kirche Szent Imre
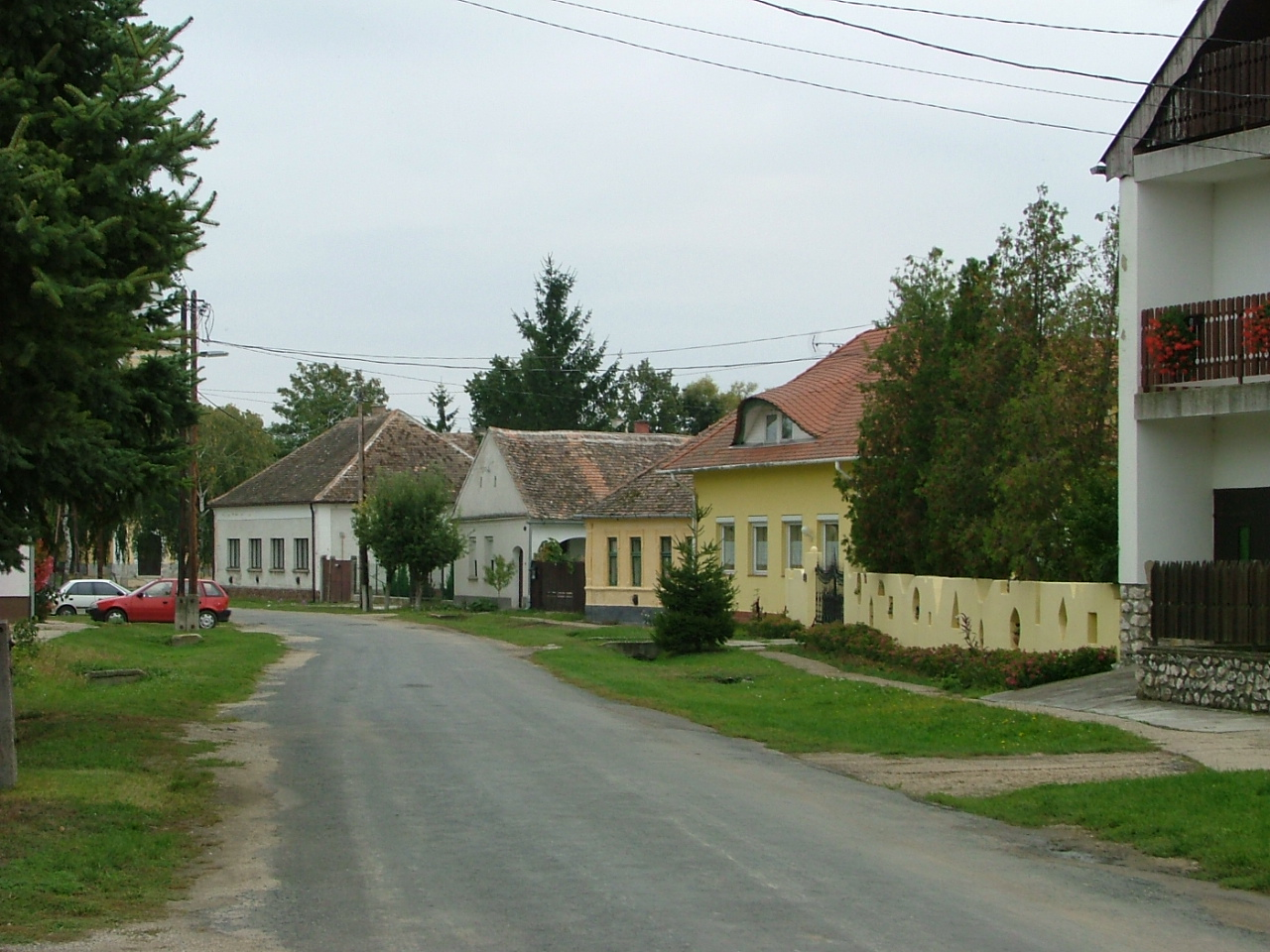
Straßenbild in Ebergőc

## Verkehr
Nördlich von Ebergőc verläuft die Landstraße Nr. 8611. Es bestehen Busverbindungen über Röjtökmuzsaj, Csapod und Iván nach Csér sowie über Pinnye und Kópháza nach Sopron. Die nächstgelegenen Bahnhöfe befinden sich in Sopronkövesd und Pinnye.